# Ralph Richardson
Ralph David Richardson (Cheltenham, Inglaterra 19 de diciembre de 1902-Londres, Inglaterra 10 de octubre de 1983) fue un actor británico.

## Biografía
Hijo de un profesor de arte, comenzó la carrera artística como pintor. Antes de dedicarse a los palcos se dedicó al periodismo. Su trayectoria comenzó en 1920 con el Grupo St. Nicholas Players y su primer papel destacable fue en la pieza El mercader de Venecia.
En los años 30 interpretó films y piezas de teatro que le dieron fama, y fue nombrado Caballero por el Rey de Inglaterra en 1947, y fue transformándose en una de las más aclamadas figuras del teatro británico. Trabajó en casi doscientas piezas y en más de cien películas, entre ellas clásicos como Ana Karenina, Éxodo (Exodus), Doctor Zhivago y Khartoum.
En el Oscar de 1984 recibió una nominación póstuma como mejor actor de reparto, por su personaje del Conde de Greystoke en el filme Greystoke, la leyenda de Tarzán, el rey de los monos.
Entre sus interpretaciones teatrales más destacadas pueden mencionarse: Peer Gynt, Falstaff, John Gabriel Borkman  y Hirst en No Man's Land de Harold Pinter.

## Filmografía
- Friday the Thirteenth - (1933)
- The Ghoul - (1933)
- The Return of Bulldog Drummond - (1934)
- Java Head - (1934)
- Thunder in the Air - (1934)
- The King of Paris - (1934)
- Bulldog Jack - (1935)
- The Man Who Could Work Miracles - (1936)
- Things to Come - (1936)
- Thunder in the City - (1937)
- La ciudadela - (1938)
- South Riding - (1938)
- The Divorce of Lady X - (1938)
- The Lion Has Wings - (1939)
- Smith - (1939)
- Las cuatro plumas - (1939)
- Q Planes - (1939)
- On the Night of the Fire - (1940)
- The Day Will Dawn - (1942)
- The Silver Fleet - (1943)
- School for Secrets - (1946)
- El ídolo caído - (1948)
- Ana Karenina - (1948)
- La heredera - (1949)
- The Holly and the Ivy - (1952)
- The Sound Barrier - (1952)
- Home at Seven - (1952)
- Outcast of the Islands - (1952)
- Richard III - (1955)
- Smiley - (1956)
- A Passionate Stranger - (1957)
- Our Man in Havana - (1959)
- Éxodo - (1960)
- Oscar Wilde - (1960)
- Long Day's Journey Into Night - (1962)
- El león de Esparta - (1962)
- Shakespeare: Soul of an Age - (1962)
- Woman of Straw - (1964)
- Doctor Zhivago - (1965)
- Kartum - (1966)
- The Wrong Box - (1966)
- The Looking Glass War - (1969)
- La batalla de Inglaterra - (1969)
- The Bed Sitting Room - (1969)
- A Run on Gold - (1969)
- Oh! What a Lovely War - (1969)
- Whoever Slew Auntie Roo? - (1971)
- Alicia en el país de las maravillas- (1972)
- Tales from the Crypt - (1972)
- Eagle in a Cage - (1972)
- Lady Caroline Lamb - (1972)
- O Lucky Man! - (1973)
- A Doll's House - (1973)
- Rollerball - (1975)
- Jesús de Nazaret (1977)
- Watership Down - (1978)
- Time Bandits - (1981)
- Dragonslayer - (1981)
- Give My Regards to Broad Street - (1984)
- Greystoke, la leyenda de Tarzán, el rey de los monos - (1984)
- Invitation to the Wedding - (1985)

## Teatro
- 1920 The Bishop's Candlesticks
- 1921 The Farmer's Romance
- 1921 Macbeth
- 1921 The Moon Children
- 1921 The Taming of the Shrew
- 1921 Twelfth Night
- 1921 Oliver Twist
- 1921 The Merchant of Venice
- 1921 Hamlet
- 1921 The Taming of the Shrew
- 1921 Julius Caesar
- 1921 As You Like It
- 1921 Henry V
- 1921 Macbeth
- 1921 The Tempest
- 1921 A Midsummer Night's Dream
- 1921 Twelfth Night
- 1922 Macbeth
- 1922 A Midsummer Night's Dream
- 1922 Hamlet
- 1922 Julius Caesar
- 1922 Twelfth Night
- 1922 The Taming of the Shrew
- 1922 The Taming of the Shrew
- 1923 Othello
- 1923 The Merchant of Venice
- 1923 Julius Caesar
- 1923 The Rivals
- 1923 The Romantic Age
- 1924 Outward Bound
- 1924 The Way of the World
- 1925 The Farmer's Wife
- 1926 The Christmas Party
- 1926 The Cassilis Engagement
- 1926 The Round Table
- 1926 The Importance of Being Earnest
- 1926 He Who Gets Slapped
- 1926 Devonshire Cream
- 1926 Hobson's Choice
- 1926 The Land of Promise
- 1926 The Barber and the Cow
- 1926 Dear Brutus
- 1926 Oedipus at Colonus
- 1926 Yellow Sands
- 1928 Back to Methuselah
- 1928 Harold
- 1928 The Taming of the Shrew
- 1928 Prejudice
- 1928 Aren't Women Wonderful?
- 1928 The Runaways
- 1928 The New Sin
- 1928 Monsieur Beaucaire
- 1929 The School for Scandal
- 1929 David Garrick
- 1930 Silver Wings
- 1930 Othello
- 1930 Henry IV, part 1
- 1930 The Jealous Wife
- 1930 The Tempest
- 1930 Richard II
- 1930 Antony and Cleopatra
- 1931 Twelfth Night
- 1931 Arms and the Man
- 1931 Much Ado About Nothing
- 1931 King Lear
- 1931 A Woman Killed with Kindness
- 1931 She Would if She Could
- 1931 The Switchback
- 1931 King John
- 1931 The Taming of the Shrew
- 1931 A Midsummer Night's Dream
- 1931 Henry V
- 1931 The Knight of the Burning Pestle
- 1931 Julius Caesar
- 1931 Abraham Lincoln
- 1931 Othello
- 1931 Hamlet
- 1932 Ralph Roister Doister
- 1932 The Alchemist
- 1932 Oroonoko
- 1932 Too True to Be Good
- 1932 Too True To Be Good
- 1932,For Services Rendered
- 1933 Head-on Crash
- 1933 Wild Decembers
- 1933 Sheppey
- 1933 Peter Pan
- 1934 Marriage is No Joke
- 1934 Eden End
- 1935 Cornelius
- 1935 Romeo and Juliet
- 1936 Promise
- 1936 Bees on the Boat Deck
- 1936 The Amazing Dr Clitterhouse'
- 1937 The Silent Knight
- 1937 A Midsummer Night's Dream
- 1938 Othello
- 1939 Johnson Over Jordan
- 1944 Peer Gynt
- 1944 Arms and the Man
- 1944 Richard III
- 1944 Uncle Vanya
- 1945 Henry IV, Part 1
- 1945 Henry IV, Part 2
- 1945 Oedipus Rex
- 1945 The Critic
- 1946-47 An Inspector Calls
- 1946-47 Cyrano de Bergerac
- 1946-47 The Alchemist
- 1946-47 Richard II
- 1948 Royal Circle
- 1949 The Heiress
- 1950 Home at Seven
- 1951 Three Sisters
- 1952 The Tempest
- 1952 Macbeth
- 1952 Volpone
- 1953 The White Carnation
- 1953 A Day By the Sea
- 1955 Separate Tables
- 1955 The Sleeping Prince
- 1956 Timon of Athens
- 1957 The Waltz of the Toreadors
- 1957 Flowering Cherry
- 1959 The Complaisant Lover
- 1960 The Last Joke
- 1962–63 The School for Scandal
- 1963 Six Characters in Search of an Author
- 1964 The Merchant of Venice
- 1964 A Midsummer Night's Dream
- 1964 Carving a Statue
- 1966 You Never Can Tell
- 1966 The Rivals
- 1967 The Merchant of Venice
- 1969 What the Butler Saw
- 1970 Home
- 1971 West of Suez
- 1972 Lloyd George Knew My Father
- 1975 John Gabriel Borkman
- 1975 No Man's Land
- 1977 The Kingfisher
- 1978 The Cherry Orchard
- 1978 Alice's Boys
- 1978 The Double Dealer
- 1979 The Fruits of Enlightenment
- 1979 The Wild Duck
- 1980 Early Days
- 1982 The Understanding
- 1983 Inner Voices

## Premios y distinciones
Premios Óscar
| Año  | Categoría              | Película                                             | Resultado |
| ---- | ---------------------- | ---------------------------------------------------- | --------- |
| 1950 | Mejor actor de reparto | La heredera                                          | Nominado  |
| 1985 | Mejor actor de reparto | Greystoke, la leyenda de Tarzán, el rey de los monos | Nominado  |

Festival Internacional de Cine de Cannes
| Año  | Categoría   | Película                     | Resultado |
| ---- | ----------- | ---------------------------- | --------- |
| 1962 | Mejor actor | Larga jornada hacia la noche | Ganador   |